# ぬれせんべい

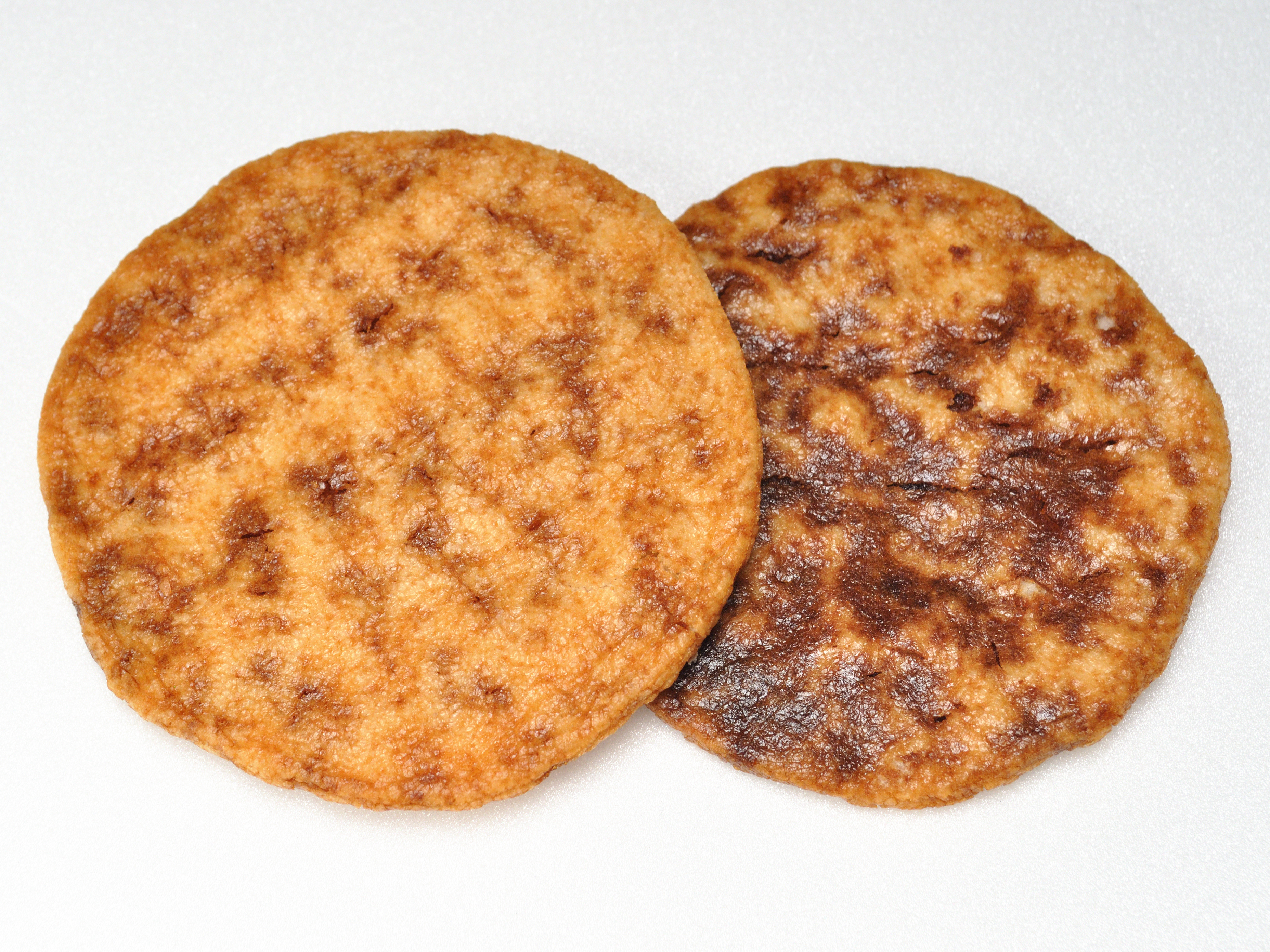
銚子電鉄のぬれ煎餅（赤の濃い口味）

ぬれせんべいは、千葉県銚子市を発祥とする日本の菓子であり、煎餅の一種。ぬれ煎餅、濡れ煎餅などとも記述する。

## 概要
煎餅の生地を焼いた直後の熱いうちに醤油に漬ける。
銚子市以外でも駅やサービスエリアの売店でも売られている事がある。

## 起源・由来
千葉県銚子市は、米の名産地であると共に日本一の醤油の名産地であり、古くから煎餅を作るところが多く、近隣に煎餅の観光名所もある煎餅の産地でもある。銚子市の米菓店「柏屋」2代目店主の横山雄次が考案し、1960年ごろから規格外品の「おまけ」として頒布し始め、1963年に商品化。「ぬれせん」は柏屋の登録商標である。当初は湿っているという苦情も多かったが、口コミで人気が高まった。
2014年現在、銚子市内では複数の業者が参入している。各店はそれぞれ特徴を持った商品を販売しており、最近は健康志向で薄味の商品も増えてきたと報じられたこともある。また千葉県北部から茨城県、埼玉県東部など広範囲で同様の製法によるぬれ煎餅が製造されている。

## 銚子電気鉄道のぬれ煎餅

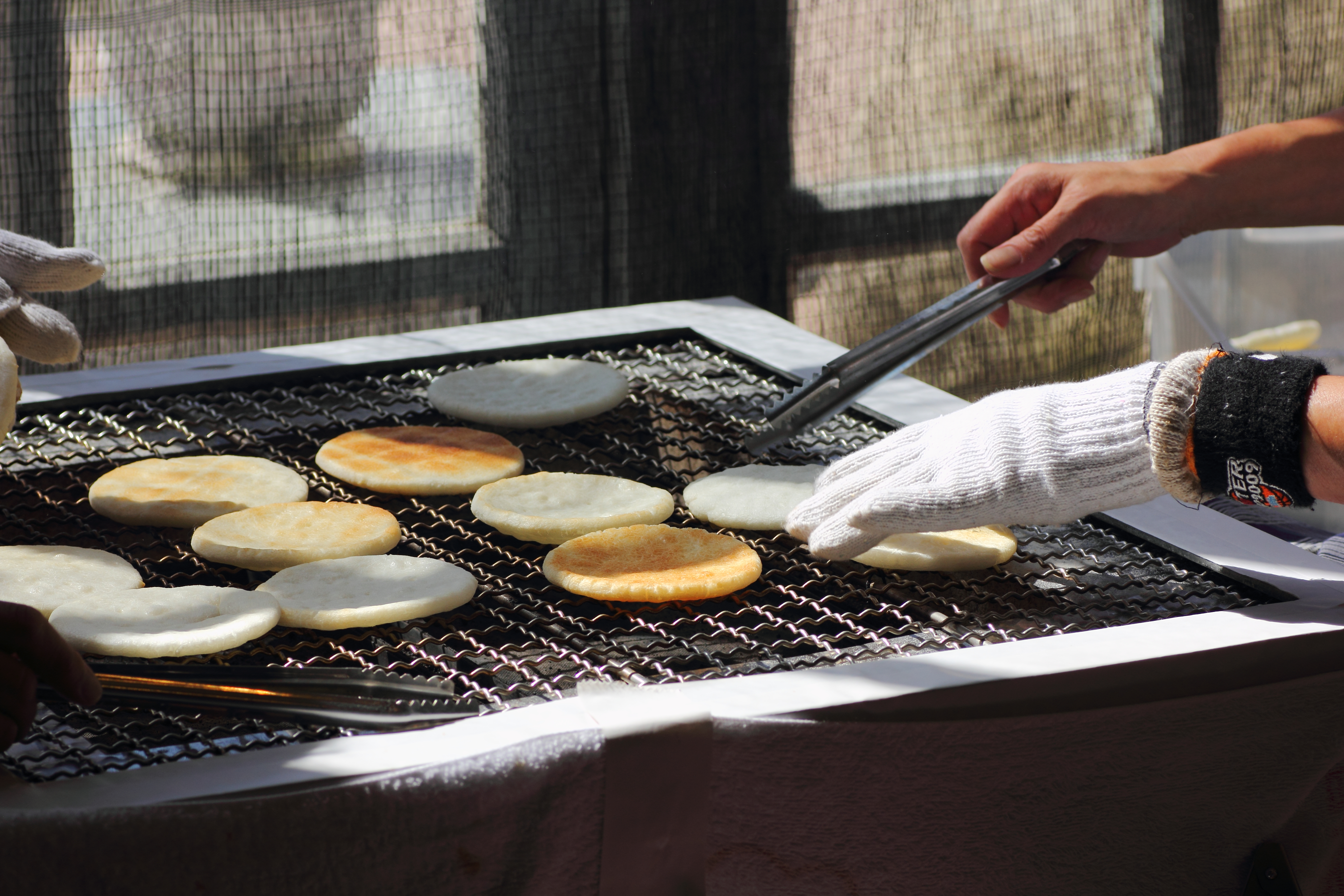
犬吠駅での実演販売

千葉県銚子市の地方私鉄である銚子電気鉄道は、1995年より「銚電のぬれ煎餅」（登録商標）の名でぬれせんべいを製造販売している。慢性的に経営難という問題を抱え続ける同社の増収策として位置づけられ、先行して参入していた「イシガミ」が銚子電気鉄道を支援するため無料で技術を指導した。
仲ノ町駅構内にあった変電所が移転したため、跡地にぬれ煎餅工場が作られた。ほかに犬吠駅でも製造の実演・販売をしている。仲ノ町駅の南隣にはヤマサ醤油の本社と銚子工場があり、銚電のぬれ煎餅にはヤマサ醤油の「ぬれ煎餅専用醤油だれ」が使われている。銚電の駅売店・工場の直売店、県内外の駅売店・サービスエリア等で販売されている。また鉄道関係のイベントで売られることもある。
2006年11月18日、運転資金の不足に陥っていた銚子電気鉄道は、自社のウェブサイトにてぬれ煎餅の購入を呼びかけた。「電車修理代を稼がなくちゃ、いけないんです」という訴えに対して、鉄道ファンや2ちゃんねらーなどを中心に大きな反響があり、通信販売による注文が殺到して極度の品不足となったため、一時通信販売を停止したこともあった。これらは新聞や放送局などのマスコミ各社でも報道された事から、この『ぬれせんべい』は全国にその名が知られることとなった。2008年5月に通信販売を再開し、現在はサイトで購入できる。2014年には工場が銚子市小浜町に新設された。
2007年に銚子電気鉄道がハドソンのコンピュータゲーム『桃太郎電鉄』とタイアップしたことを受け「桃太郎電鉄 ぬれ煎餅」が販売された。